# Jamie Scott
Jamie Scott (nacido el 12 de febrero de 1984) es un cantante, compositor y productor Británico. Jamie Scott también utiliza el nombre J.S. Baylin (Jamie Scott Baylin) a la hora de producir o escribir música y además de su carrera en solitario, fue el compositor y vocalista principal en la banda Jamie Scott and The Town.
Su música está fuertemente influenciada por artistas de los años 70 como Cat Stevens y James Taylor y también por los artistas de género Neo soul como D'Angelo.
Apareció en la película Step Up donde canto una canción de su banda sonora. Actualmente, Scott, vive en Los Ángeles donde está trabajando en colaboración con Graffiti6 y TommyD y escribiendo canciones para One Direction (hasta la separación de la banda en 2015), Little Mix y otros artistas.